# Neofavolus
Neofavolus Sotome & T. Hatt. (żagiewka) – rodzaj grzybów z rodziny żagwiowatych (Polyporaceae). 

## Systematyka i nazewnictwo
Pozycja w klasyfikacji: Polyporaceae, Polyporales, Incertae sedis, Agaricomycetes, Agaricomycotina, Basidiomycota, Fungi (według Index Fungorum).
Takson utworzyli  Kozume Sotome i Tsutomu Hattori w 2012 roku.

## Gatunki
- Neofavolus alveolaris (DC.) Sotome & T. Hatt. 2012 – żagiewka wielkopora
- Neofavolus americanus J.H. Xing, J.L. Zhou & B.K. Cui 2020
- Neofavolus cremeoalbidus Sotome & T. Hatt. 2012
- Neofavolus mikawae (Lloyd) Sotome & T. Hatt. 2012
- Neofavolus squamatus J.H. Xing, J.L. Zhou & B.K. Cui 2020
- Neofavolus suavissimus (Fr.) Seelan, Justo & Hibbett 2016 – żagiewka anyżkowa
- Neofavolus subpurpurascens (Murrill) Palacio & Robledo 2019
- Neofavolus yunnanensis C.L. Zhao 2019

Wykaz gatunków i nazwy naukowe na podstawie Index Fungorum. Nazwy polskie na podstawie rekomendacji Komisji ds. Polskiego Nazewnictwa Grzybów.